# Costin Tuchilă
Costin Tuchilă (n. 8 octombrie 1954, Ploiești) este un jurnalist cultural și critic literar român, cunoscut ca realizator de teatru radiofonic.

## Biografie
S-a născut la Ploiești, ca fiu al economistului Vasile Tuchilă și al soției acestuia, Aneta (n. Marcu), casnică. A urmat studii elementare și liceale la Liceul „Al. I. Cuza” din Ploiești (1961-1973), apoi Facultatea de Limba și Literatura Română a Universității din București (1974-1978), secția română-portugheză. A lucrat ca profesor la școlile nr. 158 și 160 din București (1978-1986), redactor la ziarul Scînteia, secția cultură-învățământ (1986-1989), redactor la ziarul Adevărul (1989-1990), secretar general de redacție la revista Cărți românești și Universul cărții (1990-1992); director la S.C. Gyr Exim S.R.L. (1992-1995), șef al Departamentului de cultură al agenției de presă Mediafax (1994-1995), apoi redactor (1995) și realizator (din 1996) la Societatea Română de Radiodifuziune.
A debutat ca publicist în revista Amfiteatru (nr. 4, 1975), colaborând cu articole, studii, eseuri și recenzii în revistele Viața studențească, Luceafărul, România literară, Viața Românească, Ramuri, Steaua, Tribuna, Orizont, Ateneu etc. A scris cronici literare în revistele Amfiteatru (1975-1979) și Luceafărul (1979-1986) și cronici muzicale în revista România literară (1983-1989). Este autorul pieselor de teatru Dulcea mea doamnă, Eminul meu iubit (în colaborare cu Pușa Roth, jucată în stagiunea 2001-2002 la Teatrul Național din București), Dans alb (pus în scenă de Teatrul Odeon din București în colaborare cu Teatrul Național Radiofonic la 31 ianuarie 2011), Baba Dochia. Trei legende românești (2005) și Prințul din adâncul pământului (2007), montate la Teatrul Național Radiofonic.
Volumele publicate de el conțin eseuri pe teme literare și muzicale și cronici literare ale operelor scrise de poeții și prozatorii contemporani. A scris prefețele și postfețele unor antologii poetice scrise de Constantin Abăluță (1980), Cezar Ivănescu (1982), George Alboiu (1984), Ioanid Romanescu (1993). Activitatea sa de critică literară a fost distinsă cu Premiul revistei Amfiteatru (1978) și Premiul revistei Luceafărul (1981), pentru critică literară, Premiul de Excelență pentru întreaga activitate culturală  (2016) decernat în cadrul Campaniei de promovare a valorilor românești din străinătate „Noi susținem Excelența!”, lansată în luna ianuarie 2015 de către publicația în limba română „Occidentul Românesc”.
Este redactor-șef al revistei culturale trimestriale Leviathan și al portalului cultural Levithan. Din 2021 este director al Editurii Leviathan.

## Opera
- Cetățile poeziei, eseuri pe teme de literatură română contemporană, Editura Cartea Românească, București, 1983;
- Privirea și cadrul, culegere de studii și cronici literare, Editura Cartea Românească, București, 1988;
- Punctul pe cuvânt, vol. I-II, microeseuri, proză satirică, Editura Viitorul Românesc, Chimprest Publicity, București, 2001-2003;
- În căutarea capodoperei, eseuri și studii pe teme muzicale, Editura Viitorul Românesc, București, 2002;
- Un clasic modern – Ion Dumitrescu, ediție critică de Costin Tuchilă și Pușa Roth, Editura Academiei Române, București, 2006;
- Vocația performanței. Formațiile Muzicale Radio, 1999–2008, ediție alcătuită de Costin Tuchilă, Editura Ars Longa, Iași, 2008.
- Clasicii dramaturgiei universale, volumul I, în colaborare cu Pușa Roth, Editura Academiei Române, București, 2010.
- Tratat despre macaze, Editura Ars Longa, Iași, col. „Ridentem dicere verum”, 2011.